# ستيفان لاسين
ستيفان لاسين (بالدنماركية: Stefan Lassen)‏ هو لاعب هوكي الجليد دنماركي، ولد في 1 نوفمبر 1985 في هرنينغ في الدنمارك.

## وصلات خارجية
- ستيفان لاسين على موقع EliteProspects.com (الإنجليزية)
- ستيفان لاسين على موقع Eurohockey.com (الإنجليزية)
- ستيفان لاسين على موقع HockeyDB.com (الإنجليزية)